# Adam-lès-Vercel
Adam-lès-Vercel és un municipi francès situat al departament del Doubs i a la regió de Borgonya - Franc Comtat. L'any 2007 tenia 90 habitants.

## Demografia

### Població
El 2007 la població de fet d'Adam-lès-Vercel era de 90 persones. Hi havia 27 famílies de les quals 3 eren unipersonals (3 dones vivint soles i 3 dones vivint soles), 17 parelles amb fills i 7 famílies monoparentals amb fills.
La població ha evolucionat segons el següent gràfic:
Habitants censats

### Habitatges
El 2007 hi havia 29 habitatges, 27 eren l'habitatge principal de la família, 1 era una segona residència i 1 estava desocupat. 27 eren cases i 3 eren apartaments. Dels 27 habitatges principals, 20 estaven ocupats pels seus propietaris, 4 estaven llogats i ocupats pels llogaters i 3 estaven cedits a títol gratuït; 1 tenia dues cambres, 2 en tenien tres, 3 en tenien quatre i 21 en tenien cinc o més. 27 habitatges disposaven pel capbaix d'una plaça de pàrquing. A 11 habitatges hi havia un automòbil i a 12 n'hi havia dos o més.

### Piràmide de població
La piràmide de població per edats i sexe el 2009 era:
| Homes | Edats   | Dones |
| ----- | ------- | ----- |
| 0     | 95 o +  | 0     |
| 0     | 90 a 94 | 0     |
| 0     | 85 a 89 | 0     |
| 0     | 80 a 84 | 0     |
| 4     | 75 a 79 | 8     |
| 4     | 70 a 74 | 0     |
| 0     | 65 a 69 | 4     |
| 0     | 60 a 64 | 0     |
| 0     | 55 a 59 | 0     |
| 4     | 50 a 54 | 0     |
| 4     | 45 a 49 | 4     |
| 0     | 40 a 44 | 4     |
| 0     | 35 a 39 | 0     |
| 0     | 30 a 34 | 0     |
| 0     | 25 a 29 | 0     |
| 4     | 20 a 24 | 0     |
| 0     | 15 a 19 | 4     |
| 4     | 10 a 14 | 0     |
| 0     | 5 a 9   | 0     |
| 0     | 0 a 4   | 0     |

## Economia
El 2007 la població en edat de treballar era de 54 persones, 48 eren actives i 6 eren inactives. De les 48 persones actives 46 estaven ocupades (27 homes i 19 dones) i 3 estaven aturades (2 homes i 1 dona). De les 6 persones inactives 3 estaven estudiant i 3 estaven classificades com a «altres inactius».
Activitats econòmiques
Dels 2 establiments que hi havia el 2007, 1 era d'una empresa de construcció i 1 d'una empresa de comerç i reparació d'automòbils.
L'únic servei als particulars que hi havia el 2009 era una fusteria.
L'any 2000 a Adam-lès-Vercel hi havia 6 explotacions agrícoles que ocupaven un total de 141 hectàrees.

## Poblacions més properes
El següent diagrama mostra les poblacions més properes.